# IC 3546
IC 3546 ist eine Spiralgalaxie vom Hubble-Typ Sa im Sternbild Coma Berenices am Nordsternhimmel. Sie ist schätzungsweise 286 Millionen Lichtjahre von der Milchstraße entfernt.
Das Objekt wurde am 23. März 1903 vom deutschen Astronomen Max Wolf entdeckt.